# Беларусы (арт-группа)
Арт-группа «Беларусы» — мужская вокальная эстрадная группа, созданная в феврале 2005 года в Минске, композитором Валерием Шматом. Солисты группы были набраны из состава Концертного мужского хора Федерации профсоюзов Беларуси, дирижёром которого являлся Валерий Шмат.

## История арт-группы
С первого года существования о коллективе уже писали и говорили ведущие республиканские СМИ Беларуси:

Стремительному взлету на отечественный эстрадный олимп вокальной арт-группы «Беларусы» можно позавидовать. В феврале 2005 года коллектив был создан на базе концертного хора Федерации профсоюзов Беларуси. Уже к лету громко заявил о себе. За первый год своего существования дал 30 сольников, принял участие в 50 сводных концертах, в том числе таких престижных, как на «Славянском базаре в Витебске», «Дожинках-2005», юбилее Президентского оркестра и многих других. Сегодня арт-группа «Беларусы» нарасхват. Голоса молодых вокалистов называют золотыми и встречают аплодисментами в разных городах страны. — СБ Беларусь Сегодня

Арт-группа «Беларусы» — один из самых востребованных мужских вокальных коллектив среди ценителей качественной элитарной музыки, покоривший как сердца меломанов, так и добрую половину женских сердец всех возрастов. — телеканал СТВ
С 2009 года Валерий Шмат совместно с директором Арт-группы «Беларусы» и супругой Алесей Кузнецовой открыли собственный Музыкальный продюсерский центр «Золотые голоса», на базе которого Арт-группа «Беларусы» продолжила свой творческий путь. При Арт-группе «Беларусы» существует детская и молодёжная Эстрадно-вокальная студия «Золотые голоса» Воспитанников студии при Арт-группе «Беларусы» часто можно видеть в концертных программах коллектива. Они также представляли Республику Беларусь на Детском Евровидении, Славянском базаре, «Новой волне» и других международных фестивалях и конкурсах.

## Творчество
Отличительной чертой «Беларусов» является сочетание академического и эстрадного вокала, чередование ансамблевых и сольных эпизодов в произведениях, частая смена регистров и тембров. Каждый голос индивидуален, что не мешает выстраивать сложные многоголосные аккорды.
Коллектив поёт на белорусском, русском, украинском, старославянском, польском, литовском, латышском, английском, итальянском, испанском языках, а также на латыни и иврите. Репертуар Арт-группы включает мировую классику, авторские произведения, ретро, поп-музыку, рок, номера из опер и мюзиклов, народные песни. Артисты исполняют композиции с авторскими аранжировками, а также а капелла.
Солисты представляют все типы мужских голосов: бас, баритон, тенор. Визитной карточкой Арт-группы стала песня «Белорусы мы», написанная Валерием Шматом на слова поэта-песенника Олега Жукова. Песня была написана на русском языке, в 2017 году была также переведена на белорусский язык. В 2017 году песня «Белорусы мы» стала финалистом республиканского тура «Золотая коллекция белорусской песни» (совместный проект Министерства культуры Республики Беларусь и телеканала СТВ).
Большое внимание артисты уделяют сохранению белорусской культуры: выступают в тематических телевизионных проектах и концертных турах. Отдельно в их творчество стоит участие в масштабной постановке Рок-опера «Курган» (Гусляр) с другими деятелями искусств (Андрей Скоринкин, Игорь Лученок) на слова белорусского классика Янки Купалы..
Вместе с этим в своём творчестве руководитель Арт-группы «Беларусы» Валерий Шмат часто обращается к всемирному музыкальному наследию. В 2010 году зрителям была представлена программа «Сусветная музыка галасамі Беларусаў» (Всемирная музыка голосами «Беларусов»), в которой многие мировые хиты звучали одновременно на языке оригинала и на белорусском языке. Программа имела большой успех у зрителей.

## Концертные программы
- 2005 год — «От классики до авангарда», премьера состоялась в Республиканском дворце культуры профсоюзов.
- 2006 год — «Мировые хиты голосами и душой», премьера — концертный зал «Минск», телевизионную трансляцию на страны СНГ осуществлял телеканал «МИР».
- 2007 год — «Солнце» — премьера во Дворце Республики, гастрольный тур по Беларуси. Концертная программа приурочена к выходу первого компакт-диска «Солнце» (при поддержке Федерации профсоюзов Беларуси).[13]
- 2008 год — «Белорусы мы», выход в свет первого клипа на одноимённую композицию, гастрольный тур по Республике Беларусь, премьера состоялась в концертном зале «Минск».
- с 2008 года ежегодно проходят "Рождественские вечера "Арт-группы «Беларусы»[14].
- 2009 год — «Любить — это жить» на слова поэта Александра Алпеева, выход второго одноимённого компакт- диска.
- 2010 год — «Сусветная музыка галасамі Беларусаў» (при поддержке Министерства культуры Республики Беларусь). Программа была также представлена в городах Польши, Литвы и России.[15]
- 2012 год — «Мужчины о любви», премьера состоялась в Белорусском государственном академическом музыкальном театре. Гастрольный тур (Беларусь, Россия, Литва и Латвия[16]).
- 2014 год — «Новый год с Арт-группой „Беларусы“» — телевизионная версия — телеканал Беларусь 3.
- 2017 год — «Голоса без границ» — концертный зал «Верхний город», гастрольный тур.
- 2020 год — концертный тур по городам Литвы, Латвии, Эстонии, Беларуси и России.

За плечами артистов более 2500 сольных концертов в Беларуси, России , , Литве, Латвии и Эстонии и др., участие в престижнейших музыкальных мероприятиях: «Славянский базар», Дожинки, «Мисс Беларусь», «Площадь Победы», «Фестиваль национальных культур», «Серебряный граммофон», «Звёздный ринг», «Хорошоу», «День Независимости», и многих других.

## Награды
Коллектив награждён почетными грамотами министерств, республиканских комитетов и общественных организаций. В 2013 году. «Беларусы» были награждены медалью Федерации космонавтики России, а в 2014 году художественный руководитель Валерий Шмат Указом Президента Республики Беларусь награждён медалью Франциска Скорины, а в 2019 г. получил нагрудный знак Министерства культуры Республики Беларусь «За вклад в развитие культуры Беларуси».

## Состав арт-группы
- Валерий Шмат — художественный руководитель, баритон
- Виталий Зюскинд — лирический тенор
- Игорь Ретивых — бас
- Андрей Колосов — драматический тенор
- Антон Заровнядный — тенор-альтино
- Павел Анисимовец — звукорежиссер
- Алеся Кузнецова — директор, продюсер